# Agrypon basimarginatum
Agrypon basimarginatum är en stekelart som beskrevs av Kusigemati 1987. Agrypon basimarginatum ingår i släktet Agrypon och familjen brokparasitsteklar. Inga underarter finns listade i Catalogue of Life.